# Gamba roja comuna

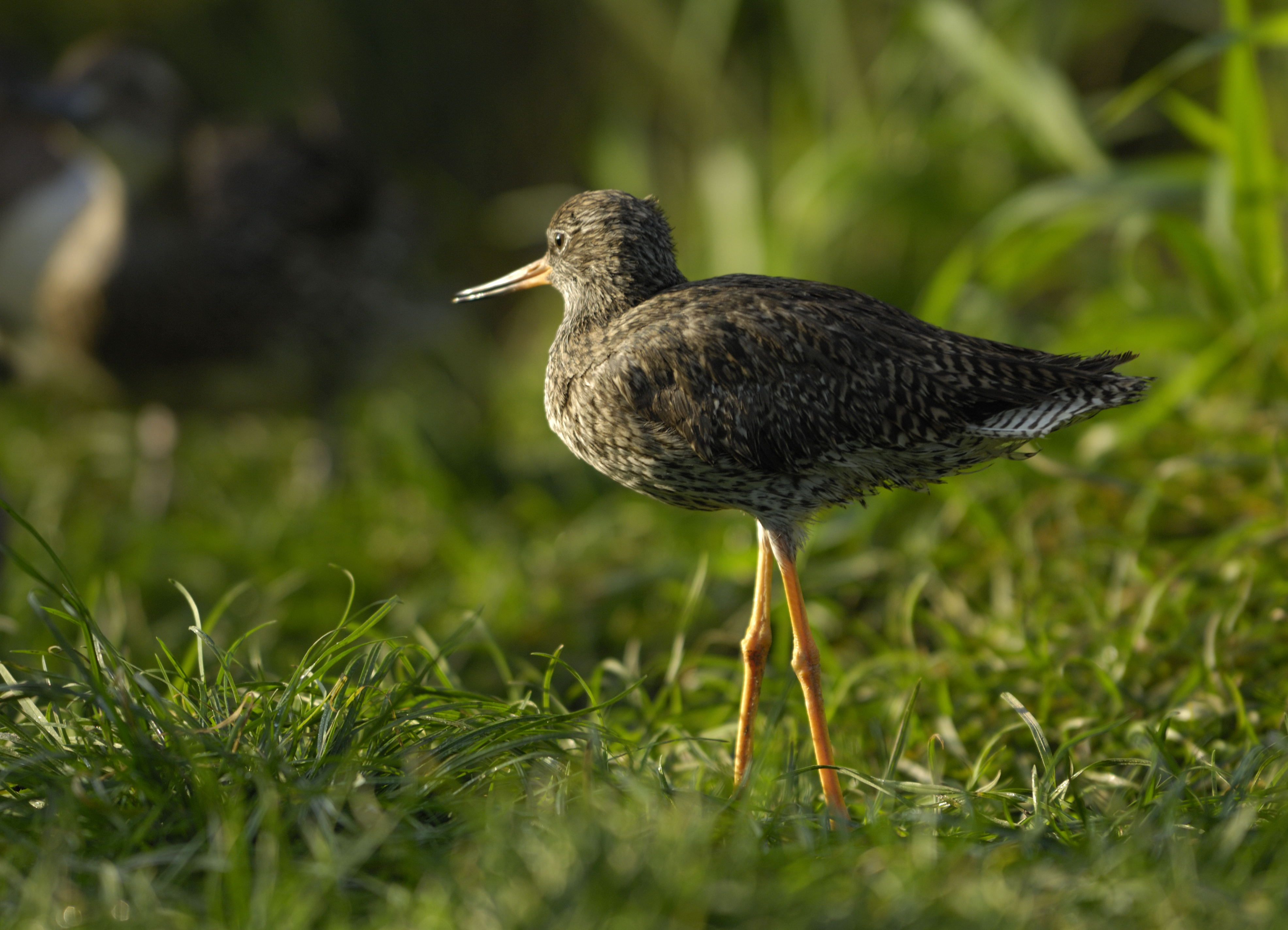
Exemplar fotografiat a Àustria.

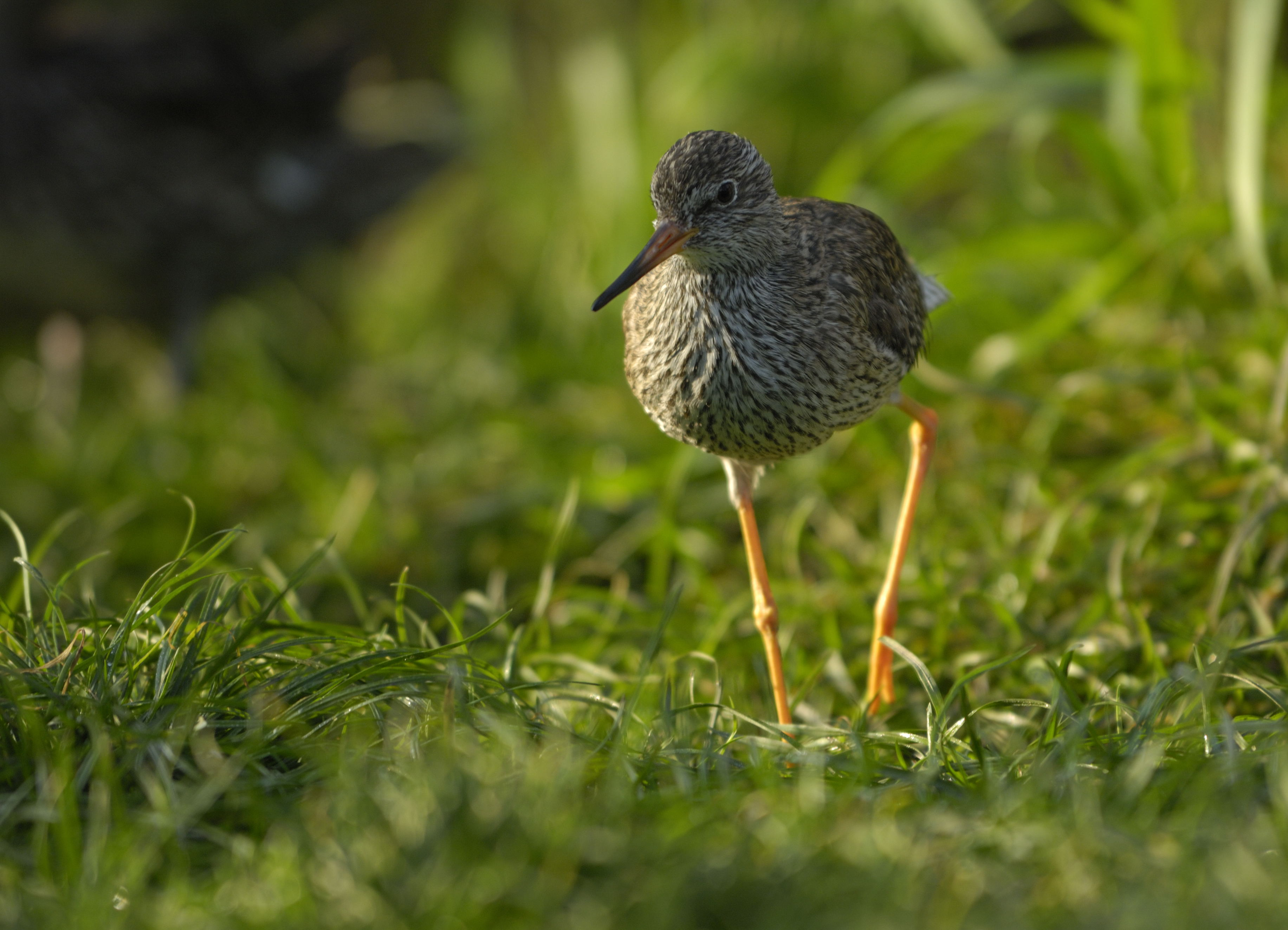
Exemplar fotografiat a Àustria.

La gamba roja comuna o gamba roja vulgar, tifort al País Valencià (Tringa totanus) és un dels limícoles més freqüents a les zons humides dels Països Catalans, sobretot en pas.

## Morfologia
- Fa 28 cm de llargària total.
- El color vermell de les seues llargues potes és molt característic.
- Ambdós sexes són iguals, amb el cos clapejat de negre i gris, la cua ratllada de negre i blanc i el carpó i unes grans franges alars de color blanc de neu, mentre que les puntes de les ales són fosques.
- El bec és vermellós, amb la punta negra.

## Subespècies
- Tringa totanus britannica
- Tringa totanus craggi
- Tringa totanus eurhina
- Tringa totanus meinertzhageni
- Tringa totanus robusta
- Tringa totanus terrignotae
- Tringa totanus totanus
- Tringa totanus ussuriensis

## Reproducció
Construeix els seus nius en colònies mixtes amb altres espècies durant el mes de maig. Vora l'aigua salabrosa, arranja amb herba seca un forat que el mascle o la femella ha fet al fang, amagat per l'herba. A l'abril-juny pon 3-5 ous, que tots dos pares coven al llarg de 23 dies. Els pollets, també vigilants i atesos pels pares, volen al cap de 4 setmanes.

## Alimentació
Mengen insectes, cucs i matèria vegetal.

## Hàbitat
Es pot observar tant a les zones d'aigua dolça com a les salines i salabroses, on s'alimenta de petits invertebrats.

## Distribució geogràfica
Viu a Europa i en una bona part d'Àsia. Als Països Catalans, nidifica al Rosselló, al Delta de l'Ebre, al Delta del Llobregat, a l'Albufera de València, al Baix Vinalopó (Santa Pola) i a Mallorca (tant a l'albufera d'Alcúdia com al salobrar de Campos).

## Costums
És molt freqüent com a ocell de pas, integrat en grans estols, mentre que durant l'època de cria se'ls veu per separat. Als Països Catalans, a l'hivern i com a nidificant es pot considerar escàs.